# 佐久間町

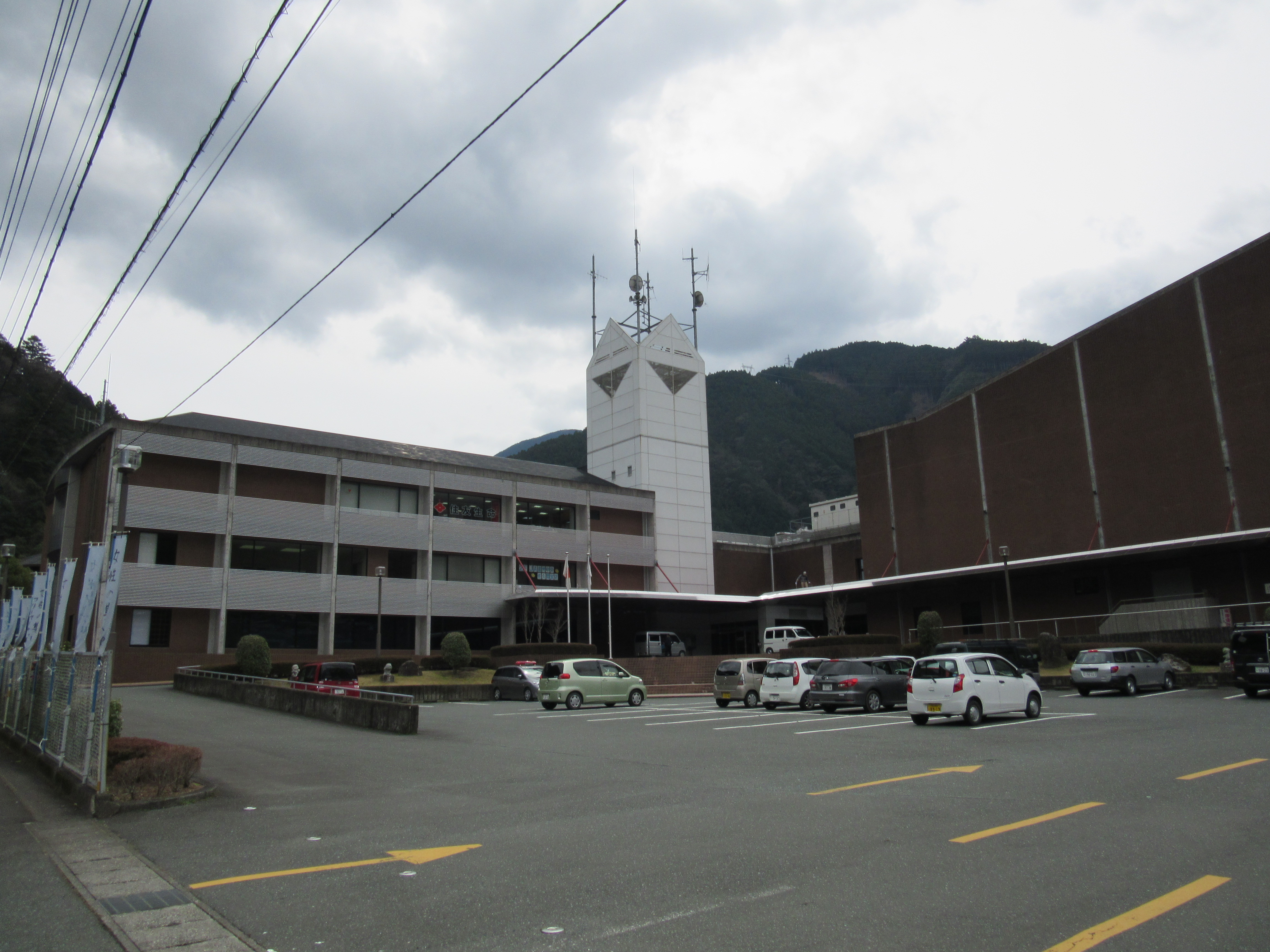
浜松市佐久間地域自治センター（旧佐久間町役場）

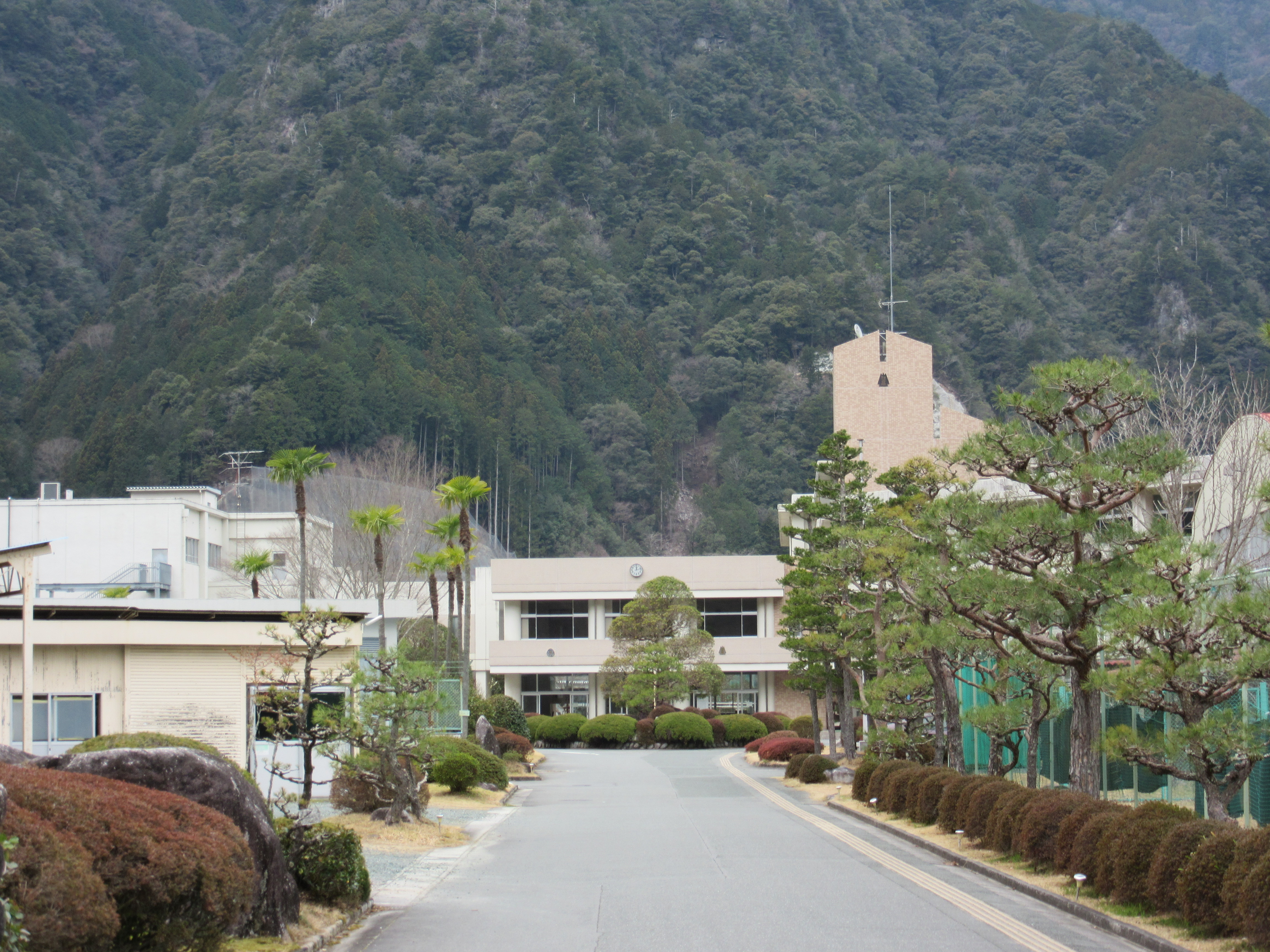
静岡県立佐久間高等学校・浜松市立佐久間中学校

佐久間町（さくまちょう）は、静岡県に存在した町。磐田郡に属していた。県西部（遠州）の北遠と呼ばれる地域にあった。
2005年（平成17年）7月1日、周辺10市町村とともに浜松市へ編入合併され消滅した。同時に地方自治法第202条の4に基づく「佐久間地域自治区」が設置された。2007年（平成19年）4月1日に浜松市が政令指定都市へ移行したことに伴い、天竜区の一部となった。政令市化後も佐久間地域自治区は存続したが、2012年（平成24年）3月31日をもって廃止された。

## 地理
静岡県西北部、遠州北部に位置し、山深い土地である。住居はほとんどが川沿いの山間部にあり、町中心部の佐久間・中部地区や浦川地区は幅が広く盆地になっている。

### 河川・湖沼
- 天竜川
- 佐久間ダム

### 気候
盆地であり夏は高温となり、日本の年間最高気温を記録することもある。地形的に南からの吹き込みが雨雲になりやすく、夏は夕立が多い。
佐久間より下流では雪が積もることは稀であり、佐久間より上流では毎年積雪する。このため冬季で降雨・降雪時の佐久間周辺の山では上が白く麓は黒い景色を見ることができる。

### 隣接していた自治体
静岡県
- 天竜市
- 磐田郡：水窪町、龍山村
- 周智郡：春野町

愛知県
- 北設楽郡：富山村、豊根村、東栄町
- 南設楽郡：鳳来町

## 歴史
- 1889年（明治22年）10月1日
  - 豊田郡浦川村・川合村が合併し、浦川村となる。
  - 豊田郡佐久間村・中部村・半場村が合併し、佐久間村となる。
  - 豊田郡大井村・戸口村・上平山村・下平山村・瀬尻村が合併し、山香村となる。
  - 周智郡地頭方村・山住村・相月村・奥領家村が合併し、奥山村となる。
- 1896年（明治29年）4月1日 - 浦川村・佐久間村・山香村が、豊田郡から磐田郡に移行する。
- 1901年（明治34年）11月1日 - 磐田郡山香村の一部（下平山・瀬尻）・磐田郡龍川村の一部（戸倉・大嶺）が合併し、磐田郡龍山村が発足。
- 1903年（明治36年）12月1日 - 周智郡奥山村の一部（相月・奥領家の一部）が分立し、周智郡城西村が発足。
- 1920年（大正9年）10月1日 - 磐田郡浦川村が町制施行し、浦川町となる。
- 1925年（大正14年）5月10日 - 周智郡奥山村が町制施行、改称し水窪町となる。
- 1951年（昭和26年）7月1日 - 城西村・水窪町が、周智郡から磐田郡に移行する。
- 1953年（昭和28年）- 佐久間ダム及び佐久間発電所着工。多数の工事従事者により人口が大幅に増大。宿、食堂、料亭などが多数作られる。
- 1956年（昭和31年）9月 - 佐久間ダム及び佐久間発電所 完成。
- 1956年（昭和31年）9月30日 - 磐田郡浦川町・佐久間村・山香村・城西村が合併、町制施行し佐久間町となる。
- 1965年（昭和42年）- 佐久間周波数変換所 運転開始。
- 2005年（平成17年）7月1日 - 浜松市に編入され消滅[4]。佐久間町にあった字の名称を、佐久間町と冠したものに変更した[5]。

## 施設
- 佐久間病院
- 佐久間周波数変換所
- 佐久間協働センター
- 佐久間電力館
- 佐久間レールパーク（廃止）
- 第六 水窪川橋梁（通称「渡らずの鉄橋」）

## 行政地名
- 合併前の旧4町村の大字（浦川、川合、中部、半場、佐久間、大井、戸口、上平山、相月、奥領家）は佐久間町に継承された。
- 小字は行政地名として設定されなかったが、中部、半場、戸口、上平山を除く大字には、小字相当の以下の通称地名があり[6]、現在も佐久間ふれあいバスの停留所名などに用いられる。
  - 浦川 - 川上、吉沢、出馬、沢上、上市場、町、柏古瀬、小田敷、島中、河内、地八、和山間、早瀬
  - 川合 - 神妻、川合
  - 佐久間 - 佐久間、下平、峯、羽ヶ庄、上野
  - 奥領家 - 芋掘、野田
  - 相月 - 相月、横吹、松島
  - 大井 - 大滝、大輪、仙戸、福沢、和泉鮎釣、間庄、瀬戸、西渡、舟戸

## 教育

### 小学校
- 佐久間町立佐久間小学校
- 佐久間町立浦川小学校
- 佐久間町立山香小学校（浜松市への編入後の2006年閉校）
- 佐久間町立城西小学校（浜松市への編入後の2017年閉校）

### 中学校
- 佐久間町立佐久間中学校
- 佐久間町立浦川中学校（浜松市への編入後の2007年閉校）

### 高等学校
- 静岡県立佐久間高等学校（浜松市への編入後の2017年4月分校化）

### 図書館
- 佐久間町立図書館

## 交通

### 鉄道
- JR飯田線
  - 出馬駅 - 上市場駅 - 浦川駅 - 早瀬駅 - 下川合駅 - 中部天竜駅 - 佐久間駅 - 相月駅 - 城西駅

### 道路
- 一般国道
  - 国道152号
  - 国道473号
- 主要地方道
  - 静岡県道1号飯田富山佐久間線
  - 静岡県道9号天竜東栄線

## 出身有名人
- 江川卓（プロ野球選手）
大輪地区に住み、2年次まで佐久間中学校に在学。近くの天竜川で石投げをしていた。